# 瑞利·奧普卡
瑞利·奧普卡（英語：Reilly Opelka，1997年8月28日—）是一位美國網球運動員。他在2015年溫布爾登網球公開賽上打入男子少年單打的決賽並獲得冠軍。
2020年获得德拉海滩网球公开赛单打冠军。